# Sexyy Red

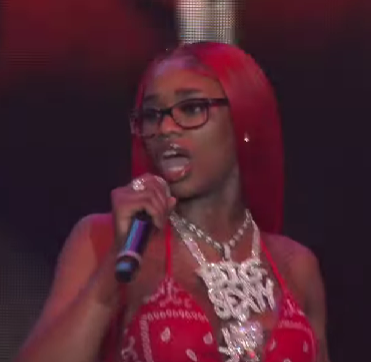
Sexyy Red (2023)

Sexyy Red (* 15. April 1998 in St. Louis; bürgerlich Janae Nierah Wherry) ist eine US-amerikanische Rapperin.

## Leben
Wherry ist in St. Louis, Missouri, geboren und aufgewachsen. Sie fing an zu rappen, als ihr Freund sie betrogen hatte und sie beschloss, einen Diss-Song darüber zu schreiben. Der Künstlername "Sexyy Red" wurde von anderen übernommen, die ihr den Spitznamen "Red" aufgrund ihrer rot gefärbten Haare und ihres Strebens nach Sexappeal seit Beginn ihrer Musikkarriere gaben. Sie enthüllte, dass das zusätzliche "y" hinzugefügt wurde, um sich von einer Instagram-Persönlichkeit mit einem homophonen Namen zu unterscheiden. Sie absolvierte die Normandy High School in Missouri.
Wherry hat einen Sohn. Am 15. Oktober 2023 gab Wherry in einem Instagram-Post bekannt, dass sie mit ihrem zweiten Kind schwanger ist.
Im August 2023 enthüllte Wherry in einem Podcast, dass sie Opfer einer Vergewaltigung wurde.
Im Oktober 2023 äußerte Wherry in einem Podcast mit Theo Von ihrer Sympathie für den ehemaligen US-Präsidenten Donald Trump, eine Stimmung, die als Bestätigung für seine Kampagne zur Wiederwahl 2024 eingestuft wurde.

## Karriere
Im Jahr 2018 erregte sie erstmals Aufmerksamkeit, nachdem sie Vanessa Carltons "A Thousand Miles" auf ihrem Track "Ah Thousand Jugs" überarbeitet hatte. 2022 arbeitete sie mit Summer Walker an dem umstrittenen Musikvideo "Sense Dat God Gave You". Mit der Veröffentlichung ihrer Single "Pound Town" (mit Tay Keith) im Januar 2023 erlangte sie weitere Bekanntheit; Seine Popularität brachte einen Remix mit Nicki Minaj mit dem Titel "Pound Town 2" hervor, der ihr erster Eintrag in den Billboard Hot 100 Charts wurde. Die Nachfolgesingle "SkeeYee" erzielte einen ähnlichen Erfolg, da beide auf ihrem zweiten Mixtape "Hood Hottest Princess" (2023) enthalten waren.
Im selben Jahr erschien Wherry auf offiziellen Remixen von "Shake Sumn" von DaBaby, "Slut Me Out" von NLE Choppa und "Peaches & Eggplants" von Young Nudy, zusammen mit dem Rapper Latto. Sie war auch an der Seite von SZA auf Drakes Single "Rich Baby Daddy" zu hören, die Platz 11 der Billboard Hot 100 erreichte.
Billboard bezeichnete sie als "eine der größten Breakout-Künstlerinnen des Sommers 2023". Sie erhielt eine Nominierung als "Best Breakthrough Hip Hop Artist" bei den BET Hip Hop Awards 2023. Ihr öffentliches Image, ihre Texte und ihre Medienpräsenz wurden als unverschämt sexuell, ungestüm oder "selbstbewusst" beschrieben.
Im Januar 2023 veröffentlichte sie mit Tay Keith "Pound Town", das später in den sozialen Medien viral ging. Im April war sie auf dem Remix von NLE Choppas "Slut Me Out" zu hören. Im Mai veröffentlichte sie mit Nicki Minaj "Pound Town 2", das ihr erster Eintrag in den Billboard Hot 100 wurde. Im Juni veröffentlichte sie das Mixtape Hood Hottest Princess. Im August 2023 begleitete Wherry Drake offiziell als Vorgruppe auf seiner It's All a Blur-Tour, nachdem er bereits bei früheren Shows als Gast aufgetreten war. Im Oktober arbeitete sie mit Drake und SZA an "Rich Baby Daddy" von Drakes Album For All the Dogs.

## Diskografie

### Mixtapes
| Jahr | Titel Musiklabel                        | Höchstplatzierung, Gesamtwochen, AuszeichnungChartsChartplatzierungen (Jahr, Titel, Musiklabel, Platzierungen, Wochen, Auszeichnungen, Anmerkungen) | Anmerkungen                             |
| Jahr | Titel Musiklabel                        | US | Anmerkungen                             |
| ---- | --------------------------------------- | --- | --------------------------------------- |
| 2021 | Ghetto Superstar Selbstverlag           | — | Erstveröffentlichung: 24. Dezember 2021 |
| 2023 | Hood Hottest Princess Open Shift, Gamma | US62 Gold · (54 Wo.)US | Erstveröffentlichung: 9. Juni 2023      |
| 2024 | In Sexyy We Trust Open Shift, Gamma     | US17 (11 Wo.)US | Erstveröffentlichung: 24. Mai 2024      |

### EPs
- 2023: Pound Town

### Singles als Leadmusikerin
| Jahr | Titel Album                      | Höchstplatzierung, Gesamtwochen, AuszeichnungChartplatzierungen (Jahr, Titel, Album, Platzierungen, Wochen, Auszeichnungen, Anmerkungen) | Höchstplatzierung, Gesamtwochen, AuszeichnungChartplatzierungen (Jahr, Titel, Album, Platzierungen, Wochen, Auszeichnungen, Anmerkungen) | Höchstplatzierung, Gesamtwochen, AuszeichnungChartplatzierungen (Jahr, Titel, Album, Platzierungen, Wochen, Auszeichnungen, Anmerkungen) | Anmerkungen                                          |
| Jahr | Titel Album                      | CH | UK | US | Anmerkungen                                          |
| --- | -------------------------------- | --- | --- | --- | ---------------------------------------------------- |
| 2022 | Pound Town Hood Hottest Princess | — | — | US66 Platin · (10 Wo.)US | Erstveröffentlichung: 27. Januar 2023 mit Tay Keith  |
| 2023 | SkeeYee Hood Hottest Princess    | — | — | US62 Platin · (12 Wo.)US | Erstveröffentlichung: 24. Juli 2023                  |
| 2024 | Get It Sexyy –                   | — | — | US20 Gold · (20 Wo.)US | Erstveröffentlichung: 15. März 2024                  |
| 2025 | Fat Juicy & Wet –                | CH85 (1 Wo.)CH | UK32 (5 Wo.)UK | US17 (7 Wo.)US | Erstveröffentlichung: 24. Januar 2025 mit Bruno Mars |
| Folgende Lieder erschienen nicht als Single, wurden aber durch das Album zum Download und Streaming bereitgestellt und konnten somit eine Platzierung erlangen: |                                  | | | |                                                      |
| |                                  | | | |                                                      |
| 2024 | U My Everything –                | — | — | US44 (17 Wo.)US | Charteinstieg: 8. Juni 2024 feat. Drake              |

Weitere Singles
- 2018: Ah Thousand Jugs
- 2019: Don’t Trust Em
- 2019: Free Smoke
- 2019: Northside
- 2019: Young Hot Nigga
- 2021: Slob On My Ckat
- 2021: Ghetto Freestyle
- 2021: Throw That Mf
- 2021: Hood Bitch
- 2021: My Bitches
- 2022: I Love My Nickel
- 2022: Throwin’ It
- 2022: Don’t Get Beat
- 2022: Born by the River
- 2022: All White Air Forces
- 2022: FYM
- 2022: Tired
- 2023: Push Start
- 2023: Female Gucci Mane
- 2023: Hood Rats (mit Sukihana)
- 2023: Hellcats SRTs 2 (mit Lil Durk)
- 2023: Shake Yo Dreads
- 2023: Free My N***a
- 2023: Bow Bow Bow (F My Baby Mama) (feat. Chief Keef)

### Singles als Gastmusikerin
| Jahr | Titel Album                      | Höchstplatzierung, Gesamtwochen, AuszeichnungChartplatzierungen (Jahr, Titel, Album, Platzierungen, Wochen, Auszeichnungen, Anmerkungen) | Höchstplatzierung, Gesamtwochen, AuszeichnungChartplatzierungen (Jahr, Titel, Album, Platzierungen, Wochen, Auszeichnungen, Anmerkungen) | Höchstplatzierung, Gesamtwochen, AuszeichnungChartplatzierungen (Jahr, Titel, Album, Platzierungen, Wochen, Auszeichnungen, Anmerkungen) | Höchstplatzierung, Gesamtwochen, AuszeichnungChartplatzierungen (Jahr, Titel, Album, Platzierungen, Wochen, Auszeichnungen, Anmerkungen) | Anmerkungen                                                                              |
| Jahr | Titel Album                      | DE | CH | UK | US | Anmerkungen                                                                              |
| --- | -------------------------------- | --- | --- | --- | --- | ---------------------------------------------------------------------------------------- |
| 2025 | Guilt Trippin –                  | — | — | UK47 (2 Wo.)UK | — | Erstveröffentlichung: 19. Juni 2025 Central Cee feat. Sexyy Red                          |
| Folgende Lieder erschienen nicht als Single, wurden aber durch das Album zum Download und Streaming bereitgestellt und konnten somit eine Platzierung erlangen: |                                  | | | | |                                                                                          |
| |                                  | | | | |                                                                                          |
| 2023 | Rich Baby Daddy For All the Dogs | DE68 (4 Wo.)DE | CH81 (2 Wo.)CH | UK10 Platin · (23 Wo.)UK | US11 (22 Wo.)US | Charteinstieg: 21. Oktober 2023 Drake feat. Sexyy Red & SZA                              |
| 2024 | Whatchu Kno About Me Glorious    | — | — | UK93 (2 Wo.)UK | US17 Platin · (22 Wo.)US | Charteinstieg: 26. Oktober 2024 GloRilla feat. Sexyy Red                                 |
| 2024 | Sticky Chromakopia               | — | — | UK57 (10 Wo.)UK | US10 ×2Doppelplatin · (20 Wo.)US | Charteinstieg: 9. November 2024 Tyler, the Creator feat. GloRilla, Sexyy Red & Lil Wayne |
| 2025 | Sweet Spot Swag                  | — | — | — | US57 (1 Wo.)US | Charteinstieg: 26. Juli 2025 Justin Bieber feat. Sexyy Red                               |

Weitere Gastbeiträge
- 2023: Slut Me Out (NLE Choppa feat. Sexyy Red)
- 2023: Check (Gloss feat. Sexyy Red)
- 2023: Area Codes (314 Remix) (Kaliii feat. Sexyy Red)
- 2023: Shiesty (Finesse2tymes feat. Kaliii & Sexyy Red)
- 2023: Shake Sumn (DaBaby feat. Sexyy Red)
- 2023: Mmm Hmm (Lancey Foux feat. Sexyy Red)
- 2023: Face Down (MCVertt feat. ASAP Ferg & Sexyy Red)
- 2023: One Margarita (Margarita Song) (Ladies Remix) (That Chick Angel feat. Sexyy Red, FendiDa Rappa & Flo Milli)
- 2023: I Love Freaks (Sexyy's Version) (Lijay feat. Sexyy Red)
- 2023: Bing Bong (Remix) (BlakeIANA feat. Sexyy Red)
- 2023: Peaches & Eggplants (Remix) (Young Nudy feat. Sexyy Red & Latto)
- 2023: Big Dawg (Moneybagg Yo feat. Sexyy Red & CMG the Label)
- 2023: No Panties (Raedio feat. Sexyy Red)
- 2023: Yonce Freestyle (Kevin Gates feat. Sexyy Red & B.G.)
- 2023: Daddy (Tokischa feat. Sexyy Red)

## Auszeichnungen und Nominierungen
BET Hip Hop Awards
- 2023: Nominierung in der Kategorie „Best Breakthrough Hip Hop Artist“